# 빌리진 날 봐요
빌리진 날 봐요는 2006년 12월 26일부터 2007년 2월 6일까지 문화방송을 통해 방영된 대한민국의 텔레비전 드라마이다.

## 출연
- 이지훈 (연예인) - 최혜성 역
- 박희본 - 유방희 역
- 박탐희 - 위수경 역
- 이다진 - 장지영 역
- 김일우 (1963년) - 삼촌 역
- 김재승
- 안영미

## 같이 보기
- 빌리진 날 봐요 (사운드트랙)(영어판)